# لق‌دهان چراغ‌قرمز
لق‌دهان چراغ‌قرمز (نام علمی: Malacosteus) نام یک سرده از تیره لق‌دهانان است.